# Libatse
Libatse är en ort i Estland. Den ligger i Halinga kommun och landskapet Pärnumaa, i den västra delen av landet, 90 km söder om huvudstaden Tallinn. Libatse ligger 38 meter över havet och antalet invånare är 488.
Terrängen runt Libatse är mycket platt. Runt Libatse är det glesbefolkat, med 9 invånare per kvadratkilometer. Närmaste större samhälle är Pärnu-Jaagupi, 5,5 km söder om Libatse. I omgivningarna runt Libatse växer i huvudsak blandskog.